# Жоан Енрік Вівес-Сісілья
Жоан Енрік Вівес-Сісілья (кат. Joan Enric Vives i Sicília; 24 липня 1949) — єпископ Урхельський і співкнязь Андорри (2003—2025).
Народився у Барселоні (Каталонія, Іспанія).
Висвячений на священика 24 вересня 1974.
У 1993 призначений титулярним єпископом Нони (хорватський Нін).
5 вересня 1993 висвячений на єпископа кардиналом Рікардо Марією Карлосом Гордо, архієпископом Барселони.
Призначений уржельським єпископом-помічником у 2001.
12 травня 2003 замінив на посаді єпископа Уржельського та співкнязя Андорри Жуана-Марті Аланіса.